# Projekt Gutenberg-DE
Das Projekt Gutenberg-DE bietet deutschsprachige Bücher kostenlos und kapitelweise als einzelne Webseiten an.
Dabei handelt es sich in den meisten Fällen um Texte von Autoren, die vor mehr als 70 Jahren gestorben sind und deren Werke daher gemeinfrei sind, also nicht mehr dem Urheberrecht unterliegen.

## Geschichte
Das Webangebot Gutenberg–DE wurde im Jahr 1994 vom Informatiker Gunter Hille (1947–2015) gegründet. Zuerst wurde es privat gehostet, von 1997 bis März 2002 mit Unterstützung der AOL Deutschland GmbH, dann von Ende März 2002 bis Anfang Januar 2020 bei Spiegel Online, seitdem von Hille & Partner.
Die Hille & Partner GbR initiierte im Dezember 2004 auch das Projekt GaGa – Gemeinsam an Gutenberg arbeiten, eine Website, die das verteilte Korrekturlesen von Bücherseiten für Gutenberg-DE organisiert. Wie beim Vorbild Distributed Proofreaders werden Bücher zunächst von der Organisation gekauft, eingescannt und einer Texterkennung unterzogen. Freiwillige vergleichen das OCR-Ergebnis mit dem Originalbild und korrigieren Fehler. Die Nachkorrektur, Formatierung und Bebilderung und luftdichte Archivierung erfolgt dann durch Hille & Partner. Im Februar 2007 wurde die 500.000te, Mitte 2016 die 2.500.000te Seite im Projekt GaGa bearbeitet. Auf die mittels GaGa erstellten Texte wird kein Verwertungsrecht geltend gemacht.
Seit Juli 2011 bietet das Projekt Gutenberg-DE gemeinsam mit dem Hamburger Verlag Tredition die ersten der vielen vergriffenen Werke wieder als gedrucktes Buch im Handel an.

## Verhältnis zumProject Gutenberg
Der Name des Projekts lehnt sich an das freie internationale Public-Domain-Projekt Project Gutenberg an, das 1971 von Michael S. Hart gegründet wurde. Die Namensgebung erfolgte 1994 mit Harts Zustimmung.
Im Gegensatz zum freien internationalen Project Gutenberg, das ebenfalls deutsche Texte enthält, ist beim kostenlosen Projekt Gutenberg-DE ein Herunterladen kompletter Texte nur eingeschränkt möglich, weil das Unternehmen Hille & Partner GbR an den von ihr vertriebenen und von Freiwilligen elektronisch aufbereiteten Public-Domain-Texten gewisse Rechte bei kommerzieller Nutzung beansprucht.

## Urheberrechtliche Fragen
Obwohl der Urheberrechtsanspruch auf die Werke bereits erloschen ist, begründete Hille & Partner einen urheberrechtlichen Anspruch für sämtliche Inhalte des Projekts Gutenberg-DE mit der HTML-Aufbereitung und Verlinkung der Texte, der Zusammenstellung und den für das Unternehmen geschriebenen Zusatztexten wie Erläuterungen und Autorenangaben.
Die private Nutzung auf beliebigen Endgeräten im Gegensatz zu einer kommerziellen ist explizit erlaubt. Projekt Gutenberg-DE verkauft DVDs mit den Büchern. Zur Nutzung auf E-Book-Lesegeräten wird Calibre empfohlen.